# Anhängiggöra
Anhängiggöra är en juridisk term som i Sverige innebär att ett mål inleds genom inlämnande av en ansökan till en domstol (till exempel en ansökan om stämning) eller inleder ett ärende vid en myndighet. Att väcka talan genom ett överklagande innebär också ett anhängiggörande.